# Инарски Лапонци
Инарски Лапонци су група лапонских народа који насељавају простор око језера Инари у Финској. Говоре Инарско-лапонским језиком који припада групи лапонских језика. Процењује се да има између 700 и 900 етничких инарских Лапонаца у Финској. Око 300 њих говори ових језиком. Они су једина група Лапонаца која живи само у једној држави и само у једној општини. Они су староседеоци ове области.

## Домовина Инарских лапонаца
Традиционална домовина инарских Лапонаца је обала језера Инари и његова околина. Историјски гледано, верује се да су насељавали много шире подручје. На основу историјских извора и имена њихових насеља, насељавали су подручја која су се граничила са Сариселском и Ивало реком на југу, Лемениоки, Васкајоки и Аскујарви на западу; Сусјарви, Сајтсјарви и Ијарви језером на североистоку и језером Инари на истоку. Најсевернија граница је можда била на Норвешка страна реке Инари. Њихова традиционална домовина је подељена на 11 породичних подручја. Данас је живе само у општини Инари, где чине мањину становништва.

## Историја
Први трагови људске активности на подручју Инара датирани су на 8000-7000 п. н. е. Верује се да су први становници припадали Комса култури. Већина пронађених артефаката ранијих народа овог места су повезани са ловом и риболовом. бронзано и гвоздено у Феноскандији су трајала од 2000. до 1300. године п.е.р. Постоји само један бронзани објекат откривен у инарском региону. Пронађен је на лусманском острву језера Инари и датиран на период 900-700 п. н. е. Слично томе, постоји само један налаз гвозденог објекта из раног гвозденог доба. Већина артефаката из каснијег гвозденог доба нису направљени на овом месту, већ су увезени. На истоку, западу и југу било је активних трговинских веза. У средњем веку суНорвешка, Шведска и Новгород почели да се такмиче за контролу Лапоније. Први писани документи о Инари Лапонцима су из 1550-их.
Хришћанство је почело да шири међу Инари Лапонцима у 17. веку. Прва црква изграђена је на овом подручју 1642. године. Током хришћанске мисије нестале су многе старе традиције. Неки шамани су убијени због вештичарења. Сеоба Финаца у Лапонију почела је у 17. веку, а фински насењеници су стигли до језера Инари крајем 18. века. Дошло је и до померања северних Лапонаца након што су Норвешка и Русија затвориле своје границе 1852. године, али и имиграције источних Лапонаца са југа, када је фински мигранти кренули ка северу. Година 1920-их, шпанска грозница је убила 190 људи у овој регији, што је била десетина укупног броја становника. После другог светског рата, Сколти са простора око реке Печенга су евакуисани и насељени у инарски регион. До 1950—их година већина инарских Лапонаца је живела искључиво од ресураса око њих, али се то брзо променило модернизацијом Финске. Током овог процеса смањена је и употреба њиховог језика.

## Култура
За разлику од већине других лапонских група, Инари нису практиковали узгајање велих ирваских крда. Карактеристике која боље описује културу Инара су риболов и лов. Риболов је изгубио свој значај јер је језеро Инари било испражњено од риба у 20-ом веку због преобимног пецања. Главна ловина била је фински шумски ирвас, али се њихов број драстично смањио у 18. веку. Инари су се селили у зимске и летње домове, иако је ова пракса одавно нестала.
Митологија инарских Лапонаца је имала нек заједничке богове са финском митологијом. Најбитнији је био Ајџи, који је имао исте особине као фински бог неба и кише Uko. Још неки од богова су Пијаиваж and Кешилмаи. Света места инарских Лапонаца (Сиеиди) су најчешће била острва језера Инари. Најважније је било Уковники острво. Само мушкарцима је било дозвољено да посећују света места, мада су жене могле да иду ако се преруше у мушкарце.
Ношња инарских Лапонаца се сматра важним делом њиховог идентитета, а она се још увек користи у подручју Инари. Позадина костима је црна или тамноплава са црвеном, жутом и зеленом бојом која се користи као декор. Традиционално је постојала зимска одећа (пески) која је израђена од коже јелена, али је у великој мери замењена савременом зимском одећом.